# Наталия Жукова
Наталия Жукова е украинска шахматистка, международен гросмайстор.

## Шахматна кариера

### Индивидуална
Наталия започва да се занимава с шахмат на седемгодишна възраст.
През 2006 г. спечелва женската секция на турнира „Ордикс Оупън“.
През 2008 г. става отборна шампионка на Русия.
През 2010 г. спечелва женската секция на турнира „Гибтелеком Мастърс“.

### Национален отбор
Жукова е част от отбора на Украйна, който спечелва бронзовите медали на световното отборно първенство за жени в Нинбо, където украинката играе на втора дъска.